# Johann Christoph von Wöllner

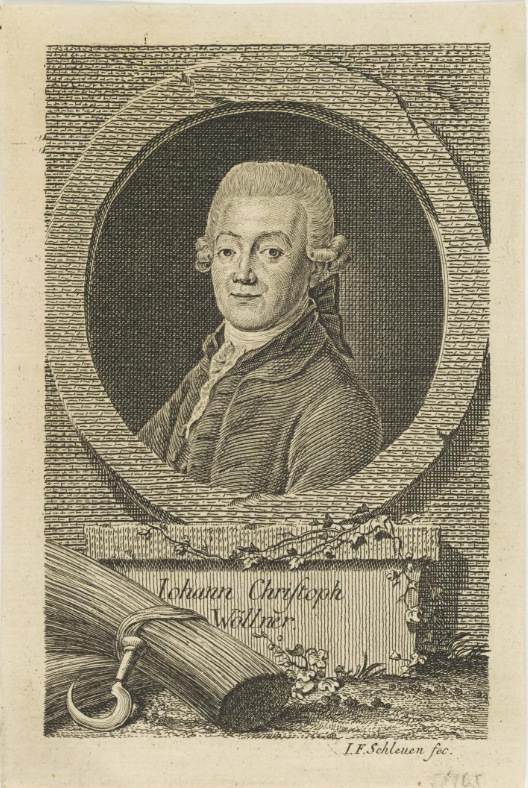
Johann Christoph von Wöllner

Johann Christoph von Wöllner (19 tháng 5 năm 1732, Döberitz, Margraviate of Brandenburg - 10 tháng 9 năm 1800, Grossriez gần Beeskow) là một mục sư và chính trị gia người Phổ dưới thời vua Frederick William II. Ông là người theo chủ nghĩa hữu thần, là thành viên của Hội Tam Điểm và Rosicrucian.
Khi còn trẻ, Wöllner làm gia sư cho gia đình của August Frederick von Itzenplitz, một quý tộc Margraviate của Brandenburg. Sau cái chết của Itzenplitz và vụ bê bối trong bộ máy cai trị, ông kết hôn với con gái của tướng quân, và người mẹ vợ của ông đã sắp xếp cho họ định cư tại một khu đất nhỏ. Bằng kinh nghiệm thực tế và các bài viết của mình, Wöllner đã trở thành một nhà kinh tế học có tiếng, tuy nhiên tham vọng của ông chưa dừng lại ở đó, ông đã tìm cách mở rộng ảnh hưởng của mình bằng việc tham gia Hội Tam Điểm và sau đó là Rosicrucian. Sức ảnh hưởng của Wöllner nhanh chóng lan rộng, và ông sớm tự nhận mình là lãnh đạo tối cao (Oberhauptdirektor) của một số nhóm, bao gồm các thành viên là hoàng tử, sĩ quan và quan chức cấp cao. Wöllner say mê thuật giả kim và nhiều nghệ thuật thần bí khác, nhưng ông cũng rất nhiệt thành với Cơ Đốc giáo, ông cho rằng Cơ Đốc giáo giống như phong trào Khai sáng, đều là yếu tố quan trọng trong việc duy trì trật tự cộng đồng.
Vài tháng trước cái chết của Frederick II, Wöllner đã viết cho bạn mình là Rosicrucian Johann Rudolph von Bischoffswerder (1741-1803) rằng hoài bão lớn nhất của ông là trở thành lãnh đạo tâm linh như một công cụ đáng khinh trong bàn tay của Ormesus (tên Rosicrucian của hoàng tử Phổ) "với mục đích cứu hàng triệu linh hồn khỏi sự suy đồi và đưa cả đất nước trở lại với đức tin của Chúa Jesus."
Bất chấp tuyên bố này, vua Frederick William II của Phổ, với Christoph von Wöllner là Bộ trưởng Bộ Tư pháp và người đứng đầu Văn phòng thờ cúng, đã thành lập Ủy ban kiểm tra Königliche tại geistlichen Sachen với mục đích công khai, quản lý và kiểm soát bất kỳ tôn giáo hay tổ chức tâm linh nào. Hoạt động được áp dụng trên toàn quốc ngày 9 tháng 7 năm 1788. Ủy ban các cấp cũng có quyền lực pháp lý cho việc tịch thu tiền và tài sản đối với những trường hợp bất tuân.
Trong số những nạn nhân nổi tiếng của sự kiểm duyệt này có Immanuel Kant, cuốn kinh thánh của ông xuất bản năm 1793 đã bị coi là vi phạm pháp luật. Ngoài ra còn có nhà thần học Karl Friedrich Bahrdt buộc phải từ chức vì những quy định mới này.